# Sozina
Sozina je gradsko naselje Bara, Crna Gora.
U blizini naselja se nalazi i 4260 m dugačak tunel Sozina, na pruzi Bar – Beograd.
Prilikom kanonske vizitacije barskog nadbiskupa Đorđa Biancija 1637. godine u župi Sozina bilo je 20 katoličkih kuća, a pravoslavnih dvije, dok je 1703. godine u istom mjestu barski nadbiskup Vicko Zmajević naišao na svega tri katoličke kuće, s obzirom na to da su ostali žitelji Sozine prihvatili pravoslavni obred. U Sozini su bile četiri crkve (dvije sv. Nikole, sv. Ilije i sv. Mihaila Arkanđela), od kojih su tri bile zajedničke, uključujući župnu sv. Nikole, što znamo na osnovi izvješća barskog nadbiskupa Andrije Zmajevića iz 1671. godine.